# Wag
Wag o Wej és una regió tradicional muntanyenca que forma un districte de la Regió Amhara a Etiòpia, coneguda com a zona de Wag Hemra. Herbert Weld Blundell descriu el territori com a limitat pel sud per les muntanyes de Lasta, i a l'est i nord pel riu Tekezé. La ciutat principal és Sokota que ha estat el seu mercat principal durant segles.
James Bruce diu que el govern de Wag fou donat als hereus de la deposada dinastia Zagwe, quan la dinastia Salomònica va assolir (o reassolir) el tron d'Etiòpia el 1270. El cap de família dels Zagwe va acceptar el districte i el títol de wagshum com a compensació per la pèrdua del tron. No obstant la regió no s'esmenta per escrit pel seu nom fins al segle xix.